# Reena Roy
Reena Roy (Bombaim, 7 de janeiro de 1957) é uma atriz da Índia, ativa entre 1972 e 1985 e uma das mais reconhecidas do país.